# PU-Sarruma
PU-Sarruma, (PU-LUGAL-ma, mPU-Šàr-(rù)-ma, che potrebbe leggersi Hišmi-Šarruma) (Kuššara, ... – Kuššara, 1680 a.C.), è stato un re ittita.
PU-Sarruma, forse originario della città di Kuššara nonostante il nome hurrita lasci aperto il campo delle ipotesi, potrebbe essere stato un sovrano ittita che regnò dal 1710 a.C. al 1680 a.C. circa, prima della nascita dell'Antico Regno. La "lista delle offerte C" con l'elenco dei nomi dei sovrani che riporta, lascerebbe pochi dubbi, secondo alcuni, sulla sua esistenza e sulla sua condizione regale.

## Il "Nonno del Re"
Poco si sa della vita di PU-Šarruma, e ciò che forse lo riguarda viene dal Testo di Zalpa e dagli Annali di Ḫattušili I.  In entrambi i testi tuttavia il nome di questo re non è espressamente indicato ma si fa genericamente riferimento al "Nonno del Re", visto dalla prospettiva del regnante in carica alla stesura del testo, ovverosia Hattusili I.
Alcuni studiosi, basandosi soprattutto sulla cosiddetta "Lista delle offerte C", una tavoletta votiva nella quale si innalzavano orazioni agli dei per i membri defunti della casata reale, suppongono che PU-Sarruma fosse il nonno di Hattušili indicato in tali testi.
Nonostante la scarsità di notizie dirette, la storia dinastica della monarchia ittita, potrebbe cominciare proprio con PU-Sarruma.

## Ittiti e Nesiti
Secondo un'ipotesi accreditata oggigiorno, sviluppata da Beal dopo un'intuizione di Forlanini, Pu-Šarruma potrebbe essere stato non un ittita ma un nesita, figlio naturale di un nobile della stirpe regale di Kanesh, tale Tudhaliya di Kussara, a cui sarebbe stata data in sposa una principessa ittita, forse Tawananna, figlia di uno dei primi sovrani ittiti, forse Kantuzzili 0.
Una conferma ipotetica delle origini nesite di PU-Sarruma (e quindi di suo padre Tudhaliya) ci giungerebbe da alcuni testi immediatamente posteriori. Dal "Testamento" di Hattušili I (il presunto nipote di PU-Sarruma) sappiamo che questi (che si definiva "l'uomo del seme di Kussara") morì proprio nel palazzo di Kuššara, patria ancestrale e sede regale nesita, città evidentemente in quel periodo in mano ittita, a sottolineare una avvenuta commistione tra i due regni, che spiegherebbe meglio perché un nobile nesita, PU-Šarruma, sedesse sul trono di Hatti.
Dal "Testo di Zalpa ", inoltre, apprendiamo che il cosiddetto "Nonno del Re" (alias secondo tale teoria PU-Sarruma, nonno di Hattusili I) nominò nuovi governatori nelle città di Zalpa e di Hurma.
Tre circostanze vanno sottolienate: tali città (Kuššara, Hurma e Zalpa), che troviamo passate in mano ittita solo alcuni decenni dopo la loro conquista da parte del re nesita Anitta; la caduta di Kanesh avvenuta proprio in quegli anni (1.710 a.C. circa) con destino ignoto per la sua casa reale; l'etimologia del nome PU-Sarruma, forse hurrita/nesita. Questi tre fattori farebbero ritenere che, caduto il regno nesita, i suoi territori fossero passati in mano degli Ittiti in quanto forse governati da un ramo collaterale della famiglia reale di Kanesh.
Il punto di contatto tra le famiglie reali dei due stati potrebbe essere stato tale Tudhaliya; e quindi il Tudhaliya citato nella lista delle offerte "C" degli ittiti sarebbe lo stesso citato nei testi nesiti come Capo Coppiere del re Zuzu di Kanesh.
Se l'identificazione fosse corretta, probabilmente Tudhaliya non sarebbe mai stato re degli Ittiti, ma solo padre biologico di PU-Sarruma, il quale sarebbe entrato per matrimonio o adozione nella linea reale ittita. Tuttavia non è escluso che Tudhaliya potesse essere stato già nominato "governatore di Hatti" dal re di Kanesh e poi, dopo la distruzione della città-madre, avesse avviato una propria dinastia "Ittita".
Al di là delle sfumature cronologiche, la lettura degli eventi è piuttosto semplice: conquistate Zalpa e Hatti (1730 ca.), il re Anitta di Kanesh ne azzero' le rispettive casate, installando suo fratello Peruwa sul trono della prima e probabilmente Huzziya 0, la relazione col quale non ci è nota, su quello della seconda, cosi da creare una vera e propria rete imperiale. Pu-Šarruma si inserisce in qualche fase dinastica immediatamente successiva, divenendo re di Hatti (1710 ca.) proprio nel periodo in cui la città egemone, Kanesh, cade inopinatamente. Nel vuoto di potere che ne segue, è proprio Pu-Šarruma a prendere il posto del sovrano di Kanesh, ponendosi alla testa di una rete di alleanze tra città-stato che porterà in breve alla nascita ed al consolidamento del grande regno Ittita.
Alcuni storici ritengono fosse costume nel regno ittita antico che il re, in mancanza di un erede maschio, adottasse il proprio successore dandogli in sposa la figlia principale per garantire la consanguineità; i pareri sono discordi sulle modalità di trasmissione del potere, pur riconoscendo unanimemente nel mondo accademico una certa autonomia di scelta al sovrano, peraltro spesso non accettata pacificamente dal clan regale.

## PU-Šarruma re
Comunque fosse, PU-Sarruma si sarebbe insediato sul trono di Hatti. 
Non è chiaro dove il sovrano potesse avere la propria corte: l'idea tradizionale che la sede regale non fosse a Hattuš si fonda sul presupposto che la città, dopo la distruzione di Anitta (1730 ca.), sia stata ricostruita dal successore di Labarna, desunzione derivante dal suo nome proprio, Hattusili, che significa appunto uomo di Hattuša. Oggi tuttavia qualcuno ipotizza il contrario, che cioè Hattušili fosse il nome proprio di questo re già alla nascita, a cui avrebbe poi aggiunto l'altro proprio nome, Labarna, mutuato dal suo predecessore come appellativo regale.
Tra l'altro le prove archeologiche dimostrano continuità nel sito di Hattusa, ed immediata ricostruzione dopo la conquista di Anitta, e si fa riferimento ad Hattuša già nel "Testo di Zalpa", con PU-Sarruma sovrano, il che fa supporre che questa già potesse essere all'epoca la capitale. Alcuni propongono come alternativa Sanahuitta, la città dove abbiamo notizia egli avrebbe pubblicamente designato il proprio erede.
Ciò che è rimarchevole è che il nuovo re, se la deduzione degli storici è corretta, col matrimonio avrebbe fuso la dinastia regale Nesita di Kanesh con quella ittita del fondatore Huzziya 0, gettando le basi della futura dinastia imperiale ittita.
Per quanto oggi noto, PU-Sarruma ebbe quattro figli: due maschi, Papahdilmah e Hakkarpili, e due femmine: una fu regina di Zalpa, uccisa in una congiura di palazzo; l'altra, presumibilmente la maggiore, Tawananna, sposò Labarna I e divenne regina. Il nome tawananna divenne sinonimo di appellativo regale e divenne anche un titolo politico-religioso.

## La guerra con Zalpuwa
L'impresa militare più importante di PU-Sarruma giunta a noi è la conquista dei territori di Zalpuwa, nel Nord anatolico sul mar Nero, avvenuta attorno al 1705-1700.
La città, come detto, era stata alleata degli Hatti di Hattuš fino a pochi decenni prima, quando Anitta di Kanesh (1730) l'aveva sottomessa deportandone il re Huzziya, sostituito sul trono col proprio "Rabi Simmiltim" Peruwa, suo fratello o forse figlio.
Per rinsaldare i rapporti con Zalpuwa e confermare l'alleanza tra le due città dopo la caduta di Kanesh, PU-Sarruma organizzò un matrimonio politico, dando in sposa a Peruwa una propria figlia.
Ma, in una congiura di palazzo, il cancelliere Alluwa sostenuto dai nobili, assassinò la coppia reale usurpandone il trono. PU-Sarruma marciò allora su Zalpuwa e la città fu riconquistata: Alluwa perì in battaglia, e sessanta casate ribelli furono deportate.
In questa azione militare si delinea con chiarezza come sia ormai Hatti e non più Kanesh la potenza di riferimento dell'area: sono gli Ittiti, infatti, ad intervenire direttamente ed autonomamente nelle dispute dinastiche di una città alleata; ed ancora loro a ristabilire l'ordine geo-politico che li vede sempre più al centro del micro-cosmo anatolico.
Nel susseguente trattato, Zalpuwa tornò formalmente tributaria ittita, ed i nobili della città chiesero al re un nuovo governatore di sangue reale; PU-Sarruma, che nell'occasione insediò anche un nuovo governatore sul vicino regno di Hurma, inviò a Zalpa uno dei propri figli, il principe Hakkarpili, stabilendo così un controllo diretto ittita sulla città e sancendo di fatto la nascita dell'impero. 
La lealtà di Hakkarpili fu tuttavia di breve durata: questi presto reclamò la propria indipendenza dal potere centrale del padre, ribellandosi; PU-Sarruma sali' nuovamente a Nord e sconfisse definitivamente i rivoltosi.
Il territorio controllato dal presunto "Nonno di Hattusili I", PU-Sarruma, si sarebbe dunque assai esteso e avrebbe compreso larga parte della zona a Nord del fiume Marassantiya (odierno Kızılırmak): da Zalpa sul Mar Nero fino alle città di Sanahuitta, Hattuša, Tawiniya e Hurma; e alla fine del proprio regno PU-Sarruma avrebbe controllato anche Kuššara, probabile luogo d'origine della sua casata (il cui ramo principale, regnante a Kanesh, era scomparso con la distruzione della città).

## Due rami della stessa famiglia: lo scontro per la successione
Secondo tradizione, anche Pu-Sarruma diede in sposa una figlia, Tawananna , a colui che aveva scelto come successore e che adottò, Labarna I, figlio del governatore di Hurma, e probabilmente membro della nobiltà nesita.
Tuttavia il primogenito naturale del re, il principe Papahdilmah, sostenuto da una parte della nobiltà, tentò di usurpare il trono del padre e si arrivò allo scontro armato, come narra Hattušili nei propri Annali:
È stato ipotizzato che alla base del conflitto per il potere vi fosse anche una differenza di tradizioni tra la componente di Kanesh/Kuššara della famiglia reale (abituata a tramandare il potere per via maschile ereditaria) e quella ittita, nella quale, come detto, sarebbe stata consuetudine che fosse il re a scegliere il proprio successore tramite il matrimonio tra una figlia e l'erede prescelto e successivamente adottato.
Nonostante gli appoggi di una parte della nobiltà e della città di Sanahuitta, nella guerra civile che ne seguì Papahdilmah fu sconfitto e Labarna I ascese al trono.

## Genealogia
La genealogia dei re ittiti seguita in queste pagine è la seguente:
|  |  |  |  |  |  |  |  |  |  |           |           |           |           |           |           |             |             |             |             |             |             |           |           |  |  | Kantuzzili 0? Tudhaliya di Kussara ? |             |             |             |             |             |  |  |         |         |            |            |            |            |            |            |          |          |          |          |                           |                           |                           |                           |                           |                           |  |  |  |  |  |  |  |  |  |  |  |  |  |  |  |  |  |  |  |  |  |  |  |  |  |  |  |  |  |  |
|  |  |  |  |  |  |  |  |  |  |           |           |           |           |           |           |             |             |             |             |             |             |           |           |  |  |                                      |             |             |             |             |             |  |  |         |         |            |            |            |            |            |            |          |          |          |          |                           |                           |                           |                           |                           |                           |  |  |  |  |  |  |  |  |  |  |  |  |  |  |  |  |  |  |  |  |  |  |  |  |  |  |  |  |  |  |
|  |  |  |  |  |  |  |  |  |  |           |           |           |           |           |           |             |             |             |             |             |             |           |           |  |  | PU-Sarruma                           |             |             |             |             |             |  |  |         |         |            |            |            |            |            |            |          |          |          |          |                           |                           |                           |                           |                           |                           |  |  |  |  |  |  |  |  |  |  |  |  |  |  |  |  |  |  |  |  |  |  |  |  |  |  |  |  |  |  |
|  |  |  |  |  |  |  |  |  |  |           |           |           |           |           |           |             |             |             |             |             |             |           |           |  |  |                                      |             |             |             |             |             |  |  |         |         |            |            |            |            |            |            |          |          |          |          |                           |                           |                           |                           |                           |                           |  |  |  |  |  |  |  |  |  |  |  |  |  |  |  |  |  |  |  |  |  |  |  |  |  |  |  |  |  |  |
|  |  |  |  |  |  |  |  |  |  |           |           |           |           |           |           |             |             |             |             |             |             |           |           |  |  |                                      |             |             |             |             |             |  |  |         |         |            |            |            |            |            |            |          |          |          |          |                           |                           |                           |                           |                           |                           |  |  |  |  |  |  |  |  |  |  |  |  |  |  |  |  |  |  |  |  |  |  |  |  |  |  |  |  |  |  |
|  |  |  |  |  |  |  |  |  |  |           |           |           |           |           |           |             |             |             |             |             |             |           |           |  |  |                                      |             |             |             |             |             |  |  |         |         |            |            |            |            |            |            |          |          |          |          |                           |                           |                           |                           |                           |                           |  |  |  |  |  |  |  |  |  |  |  |  |  |  |  |  |  |  |  |  |  |  |  |  |  |  |  |  |  |  |
|  |  |  |  |  |  |  |  |  |  | Labarna I | Labarna I | Labarna I | Labarna I | Labarna I | Labarna I |             |             | Tawananna   | Tawananna   | Tawananna   | Tawananna   | Tawananna | Tawananna |  |  | Papahdilmah                          | Papahdilmah | Papahdilmah | Papahdilmah | Papahdilmah | Papahdilmah |  |  |         |         | Hakkarpili | Hakkarpili | Hakkarpili | Hakkarpili | Hakkarpili | Hakkarpili |          |          |          |          | Moglie di Peruwa di Zalpa | Moglie di Peruwa di Zalpa | Moglie di Peruwa di Zalpa | Moglie di Peruwa di Zalpa | Moglie di Peruwa di Zalpa | Moglie di Peruwa di Zalpa |  |  |  |  |  |  |  |  |  |  |  |  |  |  |  |  |  |  |  |  |  |  |  |  |  |  |  |  |  |  |
|  |  |  |  |  |  |  |  |  |  | Labarna I | Labarna I | Labarna I | Labarna I | Labarna I | Labarna I |             |             | Tawananna   | Tawananna   | Tawananna   | Tawananna   | Tawananna | Tawananna |  |  | Papahdilmah                          | Papahdilmah | Papahdilmah | Papahdilmah | Papahdilmah | Papahdilmah |  |  |         |         | Hakkarpili | Hakkarpili | Hakkarpili | Hakkarpili | Hakkarpili | Hakkarpili |          |          |          |          | Moglie di Peruwa di Zalpa | Moglie di Peruwa di Zalpa | Moglie di Peruwa di Zalpa | Moglie di Peruwa di Zalpa | Moglie di Peruwa di Zalpa | Moglie di Peruwa di Zalpa |  |  |  |  |  |  |  |  |  |  |  |  |  |  |  |  |  |  |  |  |  |  |  |  |  |  |  |  |  |  |
|  |  |  |  |  |  |  |  |  |  |           |           |           |           |           |           |             |             |             |             |             |             |           |           |  |  |                                      |             |             |             |             |             |  |  |         |         |            |            |            |            |            |            |          |          |          |          |                           |                           |                           |                           |                           |                           |  |  |  |  |  |  |  |  |  |  |  |  |  |  |  |  |  |  |  |  |  |  |  |  |  |  |  |  |  |  |
|  |  |  |  |  |  |  |  |  |  |           |           |           |           |           |           |             |             |             |             |             |             |           |           |  |  |                                      |             |             |             |             |             |  |  |         |         |            |            |            |            |            |            |          |          |          |          |                           |                           |                           |                           |                           |                           |  |  |  |  |  |  |  |  |  |  |  |  |  |  |  |  |  |  |  |  |  |  |  |  |  |  |  |  |  |  |
|  |  |  |  |  |  |  |  |  |  |           |           |           |           |           |           |             |             |             |             |             |             |           |           |  |  |                                      |             |             |             |             |             |  |  |         |         |            |            |            |            |            |            |          |          |          |          |                           |                           |                           |                           |                           |                           |  |  |  |  |  |  |  |  |  |  |  |  |  |  |  |  |  |  |  |  |  |  |  |  |  |  |  |  |  |  |
|  |  |  |  |  |  |  |  |  |  |           |           |           |           |           |           | Hattušili I | Hattušili I | Hattušili I | Hattušili I | Hattušili I | Hattušili I |           |           |  |  | Ammuna                               | Ammuna      | Ammuna      | Ammuna      | Ammuna      | Ammuna      |  |  | Pimpira | Pimpira | Pimpira    | Pimpira    | Pimpira    | Pimpira    |            |            | la serpe | la serpe | la serpe | la serpe | la serpe                  | la serpe                  |                           |                           |                           |                           |  |  |  |  |  |  |  |  |  |  |  |  |  |  |  |  |  |  |  |  |  |  |  |  |  |  |  |  |  |  |
|  |  |  |  |  |  |  |  |  |  |           |           |           |           |           |           | Hattušili I | Hattušili I | Hattušili I | Hattušili I | Hattušili I | Hattušili I |           |           |  |  | Ammuna                               | Ammuna      | Ammuna      | Ammuna      | Ammuna      | Ammuna      |  |  | Pimpira | Pimpira | Pimpira    | Pimpira    | Pimpira    | Pimpira    |            |            | la serpe | la serpe | la serpe | la serpe | la serpe                  | la serpe                  |                           |                           |                           |                           |  |  |  |  |  |  |  |  |  |  |  |  |  |  |  |  |  |  |  |  |  |  |  |  |  |  |  |  |  |  |